# 仙台国際ホテル

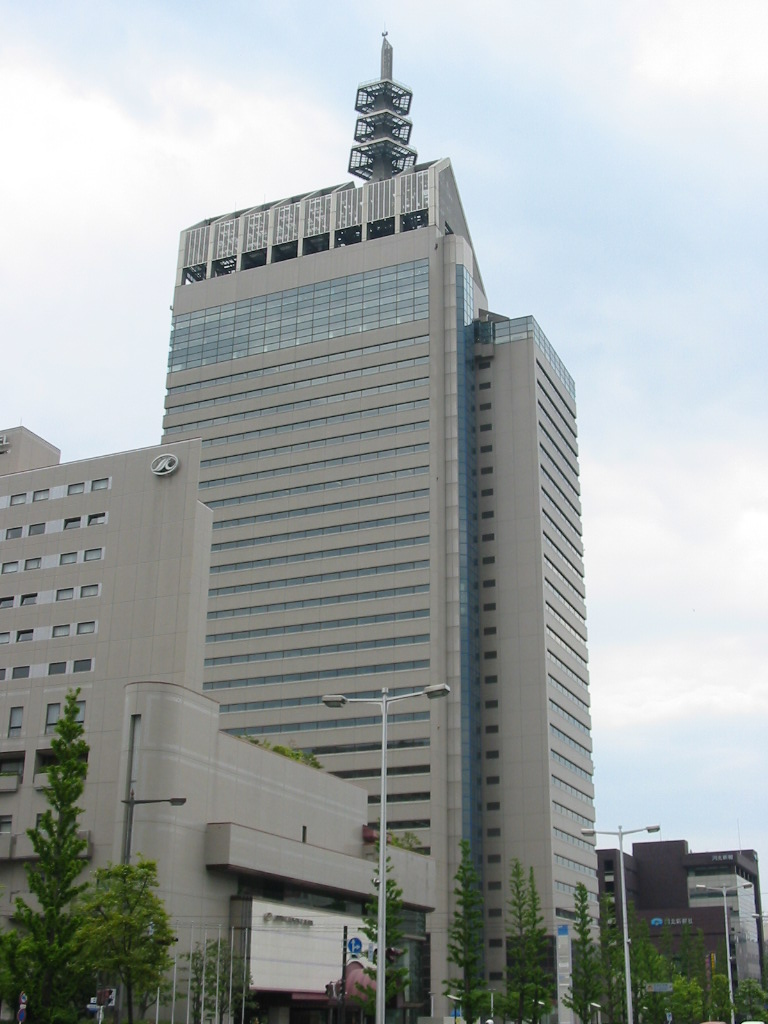
SS30（写真中央）と仙台国際ホテル（左手前）

仙台国際ホテル（せんだいこくさいホテル）は、宮城県仙台市青葉区中央にある東武ホテルグループのホテルである。東二番丁通り（国道4号）沿いにあり、仙台国際ホテル株式会社がこれを運営している。ホテルメトロポリタン仙台、ウェスティンホテル仙台とともに「仙台3大都市型ホテル」と呼ばれている。

## 概要
住友生命保険が、青葉区桜ケ丘に移転した宮城学院跡地を取得して開発した一帯に建設されたホテルで、街区内には住友生命仙台中央ビル（現：SS30）、セントラルフィットネスクラブ 仙台（現：セントラルフィットネスクラブ24 仙台）も同時に整備された。
ホテル運営のため、常磐交通自動車株式会社と仙台市の有力企業が出資し、1988年（昭和63年）3月に株式会社仙台国際ホテルを設立、1990年（平成2年）に東武鉄道株式会社が筆頭株主となり東武ホテルチェーン（現在の東武ホテルグループ）に加わった。後に株式会社仙台国際ホテルが大幅な債務超過となり、2007年（平成19年）2月、東武鉄道株式会社の完全子会社である仙台国際ホテル株式会社を設立し、再建した。建物は2017年（平成29年）3月に住友生命保険相互会社から取得した、ユナイテッド・アーバン投資法人が所有する。
建築面積3,112.68m2、延床面積24,862.88m2、客室数234室（収容人数276名）、宴会場15、飲食店5（フレンチ、中国料理、和食、バー、コーヒーハウス）を擁し、市内では有数の規模である。
2016年、レストラン勤務の従業員が他の従業員から暴言や暴力を受けたとの訴えがあり、ホテル側は事実を認めて謝罪した。

### 宴会場再開
ホテル創業時より、宿泊やレストランとともに、宴会場もホテル営業の柱のひとつであったが、新型コロナウイルス感染症の流行の影響により宴会や婚礼の利用が減少し、当面の需要回復が見込めないとして、2022年（令和4年）3月31日で、宴会場の営業を終了した。
しかし、仙台市中心部では宿泊に特化したホテル立地が相次ぐ一方、「仙台勝山館」、「ホテル法華クラブ仙台」、「ホテルメルパルク仙台」など宴会場を持つ施設は閉館が続き、地元からも『宴会場が足りない』との声が寄せられていたことを踏まえ、2023年（令和5年）4月から宴会場の営業を再開している。

## 沿革
- 1988年（昭和63年）3月14日 ホテルを運営する株式会社仙台国際ホテルを設立。
- 1989年（平成元年）10月14日 仙台国際ホテルとして開業。
- 1990年（平成2年）3月 東武グループが資本参加。
- 1991年（平成3年）12月26日 国際観光ホテル整備法登録ホテル（政府登録ホテル）となる。
- 2007年（平成19年）1月31日 仙台国際ホテル株式会社が解散[3]。
- 2007年（平成19年）2月  仙台国際ホテル株式会社が設立され、株式会社仙台国際ホテルから営業の譲渡を受ける[3]。

## アクセス
- JR仙台駅西口より徒歩5分
- 仙台市地下鉄仙台駅 南2出口より徒歩4分
- 仙台市地下鉄五橋駅より徒歩7分
- 駐車場：80台（400円/時間。宿泊者1000円。その他、利用者割引あり）

車寄せ（ポーチ）は柳町通沿いにある。

## 周辺

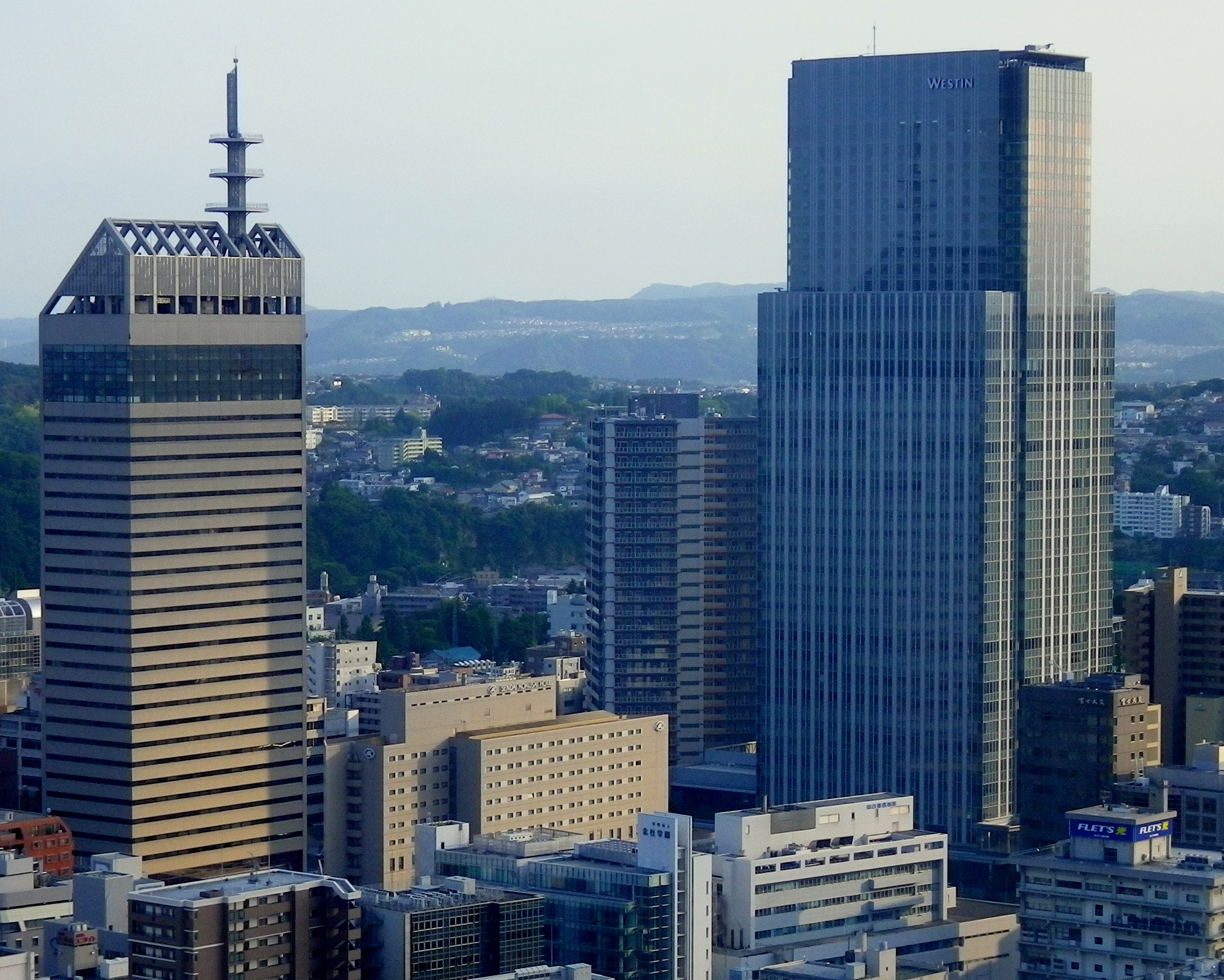
SS30（左）と仙台トラストシティ（右）の高層ビルの間の写真中央下に仙台国際ホテルが見える（AERから撮影）

東二番丁を挟んで向かい側に「ウェスティンホテル仙台」が入居する仙台トラストシティがある。また、周辺にはタワーマンションが数棟建っている
周辺ブロック
- 仙台逓信病院
- 河北新報社
- 仙台中央郵便局
- 仙台トラストシティ
- 仙台中央警察署
- EBeanS
- 仙台朝市